# Cécile Reims
Cécile Reims, née Tsila Remz le 19 octobre 1927 à Paris et morte le 18 juillet 2020 à La Châtre (Indre), est une buriniste française d'origine lituanienne.

## Biographie
Tsila Remz, orpheline de mère, est élevée par ses grands-parents maternels dans une famille juive dans le village de Kibartai en Lituanie.
Elle arrive en France en 1933. La rafle du Vel d'Hiv disperse et anéantit sa famille. Clandestine, elle s'engage dans l'Organisation juive de combat en 1943.
En 1946, apprenant que son oncle a été gazé dès son arrivée à Auschwitz et que sa famille restée en Lituanie a été massacrée, elle s’engage dans l’armée clandestine juive et gagne la Palestine. Une grave atteinte de tuberculose la contraint à un retour en France pour y être soignée.
À Paris, elle devient l'élève assidue de Joseph Hecht (1891-1951) : elle trouve dans la pratique de la gravure au burin une ascèse et un mode d'expression. Lors de l'année 1950 paraît le recueil Psaumes.
En 1951, la rencontre avec Fred Deux lui ouvre un nouvel horizon : le dépassement de la réalité. L’art devient, dès lors, le fondement de leur route commune. Cette même année, elle publie la série Visages d'Espagne.
En 1956, la fragilité de leur santé pulmonaire incite Fred et Cécile à quitter Paris et à s'installer dans une ancienne ferme, isolée dans la montagne, à Corcelles puis à Lacoux (Ain), à proximité du plateau sanatorial d'Hauteville.
Aux gravures d'interprétation figuratives et aux sujets très réalistes du tout début succède un œuvre qui reflète une vision du monde anthropomorphique, où la condition humaine se confond avec celle de l'animal dans une nature minérale et mélancolique (Les Métamorphoses, Bestiaire de la mort en 1957-1958 et Cosmogonies, ensemble gravé en 1959 et publié en 2002).
Elle renonce momentanément à la gravure et s'intéresse au tissage et à l'écriture : L'Épure est éditée en 1962 chez René Julliard.
En 1966, le hasard lui fait croiser Georges Visat, l’éditeur de Hans Bellmer et des surréalistes. Visat est à la recherche d’un buriniste capable de graver des dessins de l’artiste sans trahir sa subtilité et sa sensibilité. Elle se lance dans la gravure d'interprétation et, entre 1967 et 1975, grave au burin et à la pointe sèche près de 250 dessins. De cette période elle dira : « J'étais un "passeur" auquel il appartenait de donner à la gravure l'acuité, l'intensité de l'original, et qui n'était présent que dans l'acte de s'effacer. » Avec Bellmer, elle collabore notamment aux illustrations du Marquis de Sade, en retravaillant avec lui les gravures publiées dans Petit traité de morale (1968).
Après la mort, en 1975, de Hans Bellmer, Cécile Reims revient à une gravure personnelle, alternant avec les gravures d’interprétation des œuvres de Fred Deux, de Léonor Fini et d'autres artistes, puis exclusivement de Fred Deux. Les estampes sont généralement éditées en livres et recueils : Kaddisch en 1982 d'après Fred Deux, Histoires naturelles, L'Exil des roches, L'Herbier charnel, L'Élan vital, Loin du temps, La Grande Muraille, Anatomies végétales.
« L'œuvre de Fred Deux, quand j'y suis entrée, et pas seulement par le regard, m'a fait aller plus loin, plus profondément dans cette réalité irréelle que je pressentais et qui, à présent, à la fois double et infirme ce que mes yeux perçoivent. »
En 1985, Fred Deux et Cécile Reims s'installent à La Châtre, en Berry.
En 1991, elle propose son « interprétation » des vingt-trois lettres de l'alphabet de Maître E. S..
À partir de 2012, Cécile Reims arrête la gravure et s'occupe de son compagnon malade. Le 17 janvier 2013, Cécile Reims a reçu des mains de la ministre de la Culture et de la Communication, l'insigne de chevalier de l'ordre de la Légion d'honneur.
Elle grava au XXe siècle 14 cartes de Tarot au burin à partir des Tarots de Mantegna. Les plaques ont été données par l'artiste à la Chalcographie du Louvre afin qu'elles soient imprimées par l'atelier d'impression taille-douce de la Rmn- Grand Palais et commercialisées à un prix abordable par tous. Au total, elle fait don de cent dix-huit plaques gravées au musée.
Les œuvres de Cécile Reims sont visibles au musée de l'Hospice Saint-Roch d'Issoudun, à la Bibliothèque nationale de France de Paris, au musée Jenisch de Vevey. Un bel ensemble est également conservé au Musée d'art et d'histoire du judaïsme de Paris.

## Technique
La maîtrise technique de la gravure au burin, discipline difficile et exigeante, est chez Cécile Reims assez remarquable.

Curieusement, elle ne possédait pas de presse dans son atelier et donc ne faisait pas elle-même le tirage de ses cuivres, ni pendant son travail (épreuves d'état), ni en fin de réalisation (épreuves d'artiste, épreuves d'imprimeur, bons à tirer). Tous les tirages étaient réalisés aux ateliers Moret en sa présence. Cependant, sa capacité à lire le cuivre dans ses moindre détails — plus au doigt qu'à l'œil écrit-elle dans L'embouchure du temps —  était exceptionnelle.
Par ailleurs, Cécile Reims utilisait davantage le brunissoir que l'ébarboir ou le grattoir pour obtenir une incision sans barbe contrairement à la pratique courante.

## Décoration
- Chevalière de la Légion d'honneur (2013).

## Expositions (sélection)
- 1951 : Bezalel Museum, Jérusalem
- 2004 : Cécile Reims graveur et interprète de Hans Bellmer et Fred Deux, Bibliothèque nationale de France, Paris
- 2008 : Cécile Reims grave Hans Bellmer, Musée des beaux-arts, Carcassonne
- 2009-2010 : Fred Deux. Cécile Reims. La ligne de partage, exposition rétrospective à la Halle Saint-Pierre, Paris
- Novembre-décembre 2011 : Cécile Reims et Fred Deux, Galerie Alain Margaron, Paris
- Novembre 2011-février 2012 : Cécile Reims Graveur, Musée d'art et d'histoire du judaïsme, Paris
- Novembre 2012-février 2013 : Cécile Reims. N'être qu'un seul et être soi, Cabinet cantonal des estampes du Musée Jenisch, Vevey
- 1er juin -29 septembre 2019 : Cécile Reims, l'ombre portante, Musée George Sand et de la Vallée noire - Château d'Ars.

## Publications
- Cécile Reims, L'épure, Paris, Julliard, 1963.
- Cécile Reims, Bagages perdus, Paris, Éditions Ryôan-ji, 1986.
- Cécile Reims, Plus tard, Marseille, Éditions André Dimanche, 2002.
- Cécile Reims, Peut-être, Bazas, Éditions Le temps qu'il fait, 2010.
- Cécile Reims, Tout ça n'a pas d'importance, Bazas, Éditions Le temps qu'il fait, 2014.
- Cécile Reims, L’embouchure du temps, Bazas, Éditions Le temps qu'il fait, 2017.
- Cécile Reims, Bagages perdus, Mazères, Éditions Le temps qu'il fait, 2018.

Article
- « Se surprendre », Cécile Reims, Les Moments littéraires, no 22, juillet 2009.

### Filmographie
- Voir ce que devient l'ombre (89 min, janvier 2010), de Matthieu Chatellier, produit par Moviala Films, distribué par Nottetempo. Consacré à Fred Deux et Cécile Reims, ce documentaire suit, pendant plusieurs mois, l'intimité de leur travail de peintre et de graveur. Le film s'inscrit dans le moment précis d’une vie : celui de la vieillesse, de la dépossession et des interrogations sur « l'après ».